# Hole in the Sun
Hole in the Sun —en castellano: Agujero en el sol— es el noveno álbum de estudio de la banda estadounidense de hard rock Night Ranger  y fue lanzado por primera ocasión en el año de 2007 por Frontiers Records.

## Descripción y publicación
Esta producción discográfica de estudio fue la última en la que grabó el guitarrista Jeff Watson, ya que poco antes del lanzamiento de Hole in the Sun abandonó el grupo. Este disco es el único de la banda de su tipo en el que graba Michael Lardie, teclista de Great White.
La publicación del álbum se realizó primeramente en abril de 2007 en el mundo,  pues fue hasta casi quince meses después cuando salió al mercado en los Estados Unidos.

## Recepción
Tuvieron que transcurrir casi nueve años para que un disco de Night Ranger —anteriormente había sido Seven en 1998—  entrara en el listado del Oricon Albums Chart, logrando llegar hasta la 31.ª posición.

## Lista de canciones
| Versión internacional de 2007 |                             |                                 |          |  |
| N.º                           | Título                      | Escritor(es)                    | Duración |  |
| 1.                            | «Tell Your Vision»          | Jack Blades                     | 4:59     |  |
| 2.                            | «Drama Queen»               | Brad Gillis                     | 3:58     |  |
| 3.                            | «You're Gonna Hear From Me» | Blades / Gillis                 | 3:51     |  |
| 4.                            | «Whatever Happened»         | Jack Blades                     | 3:43     |  |
| 5.                            | «There is Life»             | Blades / Kelly Keagy            | 5:33     |  |
| 6.                            | «Rockstar»                  | Blades / Gillis                 | 4:19     |  |
| 7.                            | «Hole in the Sun»           | Blades / Keagy                  | 4:48     |  |
| 8.                            | «Fool in Me»                | Blades / Keagy / Michael Lardie | 4:12     |  |
| 9.                            | «White Knuckle Ride»        | Brad Gillis                     | 4:15     |  |
| 10.                           | «Revelation 4 AM»           | Blades / Keagy / Gillis         | 4:54     |  |
| 11.                           | «Wrap It Up»                | Jeff Watson                     | 4:19     |  |
| 12.                           | «Being»                     | Jeff Watson                     | 4:45     |  |
| 53:36                         |                             |                                 |          |  |

| Versión estadounidense de 2008 |                                                |              |          |  |
| N.º                            | Título                                         | Escritor(es) | Duración |  |
| 13.                            | «Don't Tell Me You Love Me» (versión acústica) | Jack Blades  | 4:56     |  |
| 14.                            | «Sister Christian» (versión acústica)          | Kelly Keagy  | 5:07     |  |
| 62:39                          |                                                |              |          |  |

## Créditos

### Night Ranger
- Jack Blades — voz principal, bajo y coros.
- Kelly Keagy — voz principal, batería y coros.
- Brad Gillis — guitarra y coros.
- Jeff Watson — guitarra y coros.
- Michael Lardie — teclados y coros.

### Personal de producción
- Night Ranger — productor e ingeniero de sonido.
- Juan Urteaga — ingeniero de sonido y mezcla.
- Matt Cohen — ingeniero de sonido.
- Joey P — ingeniero de sonido.
- David Donnelly — masterización.
- Bill O'Neill — fotógrafo.

## Listas
| Año  | País  | Lista               | Posición máxima |
| ---- | ----- | ------------------- | --------------- |
| 2007 | Japón | Oricon Albums Chart | 31.º            |